# 黃樸麗魚
黃樸麗魚，為輻鰭魚綱鱸形目隆頭魚亞目慈鯛科的其中一種，分布於非洲維多利亞湖近坦尚尼亞流域，體長可達11.9公分，棲息在岩石底質水域，屬雜食性，以藻類、昆蟲幼蟲為食，生活習性不明。

## 擴展閱讀
維基物種上的相關：黃樸麗魚